# 노벨 경제학상 수상자 목록
다음은 노벨 경제학상을 수상한 사람 목록이다. 2009년에 사상 최초로 여성이 수상자로 선정되었다.

## 연대별 수상자

### 1960-70년대
| 연도   | 사진 | 수상자                  | 국적            | 업적 |
| ------ | ---- | ----------------------- | --------------- | --- |
| 1969년 |      | 랑나르 안톤 시틸 프리슈 | 노르웨이        | 경제 과정의 분석을 위한 동적 모델의 개발과 적용                                                                      |
| 1969년 |      | 얀 틴베르헌             | 네덜란드        | 경제 과정의 분석을 위한 동적 모델의 개발과 적용                                                                      |
| 1970년 |      | 폴 새뮤얼슨             | 미국            | 정적·동적 경제 이론의 개발과, 경제 분석 수준의 향상에 대한 업적                                                      |
| 1971년 |      | 사이먼 쿠즈네츠         | 미국            | 경제 성장을 경험적으로 분석하여 경제·사회 구조와 발전의 경과의 이해를 위한 새롭고 깊은 통찰력을 제시함을 기리기 위해 |
| 1972년 |      | 존 힉스                 | 영국            | 일반균형이론과 복지이론에 대한 선구적인 공헌을 기리기 위해                                                           |
| 1972년 |      | 케네스 애로             | 미국            | 일반균형이론과 복지이론에 대한 선구적인 공헌을 기리기 위해                                                           |
| 1973년 |      | 바실리 레온티예프       | 소련 미국       | 인풋-아웃풋 방법과 중요한 경제 문제들에 대한 적용방법의 개발을 기리기 위해                                           |
| 1974년 |      | 군나르 뮈르달           | 스웨덴          | 돈과 경기변동 이론에 대한 선구적인 공헌과 경제, 사회 그리고 구조적 현상의 상호의존에 대한 분석을 기리기 위해         |
| 1974년 |      | 프리드리히 하이에크     | 오스트리아 영국 | 돈과 경기변동 이론에 대한 선구적인 공헌과 경제, 사회 그리고 구조적 현상의 상호의존에 대한 분석을 기리기 위해         |
| 1975년 |      | 레오니트 칸토로비치     | 소련            | 자원의 최적할당 이론에 대한 공헌을 기리기 위해                                                                       |
| 1975년 |      | 찰링 코프만스           | 네덜란드 미국   | 자원의 최적할당 이론에 대한 공헌을 기리기 위해                                                                       |
| 1976년 |      | 밀턴 프리드먼           | 미국            | 소비 분석·금융사·금융 이론의 분야에 있어서의 실적과 안정화 정책의 복잡계(complex system)의 실증을 기리기 위해        |
| 1977년 |      | 베르틸 올린             | 스웨덴          | 국제 무역에 관한 이론 및 자본 이동에 관한 이론을 개척한 실적을 기리기 위해                                           |
| 1977년 |      | 제임스 미드             | 영국            | 국제 무역에 관한 이론 및 자본 이동에 관한 이론을 개척한 실적을 기리기 위해                                           |
| 1978년 |      | 허버트 사이먼           | 미국            | 경제 조직 내부에서의 의사결정 경로에 있어서의 선구적인 연구를 기리기 위해                                            |
| 1979년 |      | 시어도어 슐츠           | 미국            | 개발 도상국 문제의 고찰을 통한 경제발전에 관한 선구적 연구를 기리기 위해                                             |
| 1979년 |      | 아서 루이스             | 영국            | 개발 도상국 문제의 고찰을 통한 경제발전에 관한 선구적 연구를 기리기 위해                                             |

### 1980년대
| 연도   | 사진 | 수상자            | 국적     | 업적                                                                                                 |
| ------ | ---- | ----------------- | -------- | --- |
| 1980년 |      | 로런스 클라인     | 미국     | 선택된 표본 분석에 대한 이론 및 방법 개발, 개별적으로 선택된 개체 분석에 대한 이론 및 방법 개발      |
| 1981년 |      | 제임스 토빈       | 미국     | 금융시장과 그 지출 결정·고용·생산물·가격과의 관련성의 분석을 기리기 위해                             |
| 1982년 |      | 조지 스티글러     | 미국     | 산업구조나 시장의 역할·규제의 원인과 영향, 정부규제의 원인과 효과에 대한 독창적인 연구를 기리기 위해 |
| 1983년 |      | 제라르 드브뢰     | 프랑스   | 일반 경쟁 균형 이론의 철저한 개량과 경제이론에 새로운 분석 수법을 짜넣은 것을 기리기 위해            |
| 1984년 |      | 리처드 스톤       | 영국     | 국민 계산 시스템의 발전에 대한 기본적인 공헌과 실증적인 경제 분석의 기초의 다대한 개량을 기리기 위해 |
| 1985년 |      | 프랑코 모딜리아니 | 이탈리아 | 저축과 금융시장의 선구적인 분석을 기리기 위해 (모딜리아니-밀러 정리)                                 |
| 1986년 |      | 제임스 M. 뷰캐넌  | 미국     | 공공선택이론에 있어서 계약·헌법면에서의 기초를 쌓아 올린 것을 기리기 위해                            |
| 1987년 |      | 로버트 솔로       | 미국     | 경제성장 이론에 대한 공헌을 기리기 위해                                                              |
| 1988년 |      | 모리스 알레       | 프랑스   | 시장과 자원의 효율적인 이용에 관한 이론의 선구적인 공헌을 기리기 위해                                |
| 1989년 |      | 트뤼그베 호벨모   | 노르웨이 | 계량 경제학의 확률적 접근의 기초 이론의 해명과 동시 발생적 경제구조의 분석을 칭해                    |

### 1990년대
| 연도   | 사진 | 수상자               | 국적        | 업적 |
| ------ | ---- | -------------------- | ----------- | --- |
| 1990년 |      | 해리 마코위츠        | 미국        | 금융경제학 이론에서의 선구자적인 업적                                                                   |
| 1990년 |      | 머턴 밀러            | 미국        | 금융경제학 이론에서의 선구자적인 업적                                                                   |
| 1990년 |      | 윌리엄 샤프          | 미국        | 금융경제학 이론에서의 선구자적인 업적                                                                   |
| 1991년 |      | 로널드 코스          | 영국        | 투자구조와 경제적기능을 위한 거래비용과 재산권의 의미를 발견하고 설명함                                 |
| 1992년 |      | 게리 베커            | 미국        | 시장과 무관한 행동을 포함하여 미시경제 분석을 인간 행동과 상호작용으로까지 확장함                       |
| 1993년 |      | 로버트 포겔          | 미국        | 경제, 기관적 측면의 변화를 설명하기 위해 경제적 이론과 양적인 방법을 적용하여 경제학 역사 연구를 재개함 |
| 1993년 |      | 더글러스 노스        | 미국        | 경제, 기관적 측면의 변화를 설명하기 위해 경제적 이론과 양적인 방법을 적용하여 경제학 역사 연구를 재개함 |
| 1994년 |      | 존 하사니            | 헝가리 미국 | 평형 이론에 대한 비협력게임 이론으로부터의 선구적인 분석                                                |
| 1994년 |      | 존 포브스 내시       | 미국        | 평형 이론에 대한 비협력게임 이론으로부터의 선구적인 분석                                                |
| 1994년 |      | 라인하르트 젤텐      | 독일        | 평형 이론에 대한 비협력게임 이론으로부터의 선구적인 분석                                                |
| 1995년 |      | 로버트 루카스 주니어 | 미국        | 합리적인 예측 가설을 개발하고 적용함으로써 거시경제 분석을 변형하고 경제 정책의 이해를 심도있게 함      |
| 1996년 |      | 제임스 멀리스        | 영국        | 정보불균형 아래 동기부여의 경제학적 이론에 대한 근본적인 공헌                                           |
| 1996년 |      | 윌리엄 비크리        | 캐나다 미국 | 정보불균형 아래 동기부여의 경제학적 이론에 대한 근본적인 공헌                                           |
| 1997년 |      | 로버트 머턴          | 미국        | 옵션의 가치를 결정하는 새로운 공식(블랙-숄즈 방정식) 고안                                               |
| 1997년 |      | 마이런 숄스          | 캐나다 미국 | 옵션의 가치를 결정하는 새로운 공식(블랙-숄즈 방정식) 고안                                               |
| 1998년 |      | 아마르티아 센        | 인도        | 후생경제학에 대한 공헌                                                                                  |
| 1999년 |      | 로버트 먼델          | 캐나다      | 각기 다른 환율 체계와 최적의 통화 분야 분석을 통한 재정 및 호계 정책 분석                               |

### 2000년대
| 연도   | 사진 | 수상자             | 국적          | 업적                                                                          |
| ------ | ---- | ------------------ | ------------- | ----------------------------------------------------------------------------- |
| 2000년 |      | 제임스 헤크먼      | 미국          | 선택된 표본 분석에 대한 이론 및 방법 개발                                     |
| 2000년 |      | 대니얼 맥패든      | 미국          | 개별적으로 선택된 개체 분석에 대한 이론 및 방법 개발                          |
| 2001년 |      | 조지 애컬로프      | 미국          | 정보가 비대칭을 이룬 시장에대한 분석공로를 인정                               |
| 2001년 |      | 마이클 스펜스      | 미국          | 정보가 비대칭을 이룬 시장에대한 분석공로를 인정                               |
| 2001년 |      | 조지프 스티글리츠  | 미국          | 정보가 비대칭을 이룬 시장에대한 분석공로를 인정                               |
| 2002년 |      | 대니얼 카너먼      | 이스라엘 미국 | 준합리적 경제이론 분야를 개척한 공로                                          |
| 2002년 |      | 버넌 스미스        | 미국          | 준합리적 경제이론 분야를 개척한 공로                                          |
| 2003년 |      | 로버트 엥글        | 미국          | 시간대별로 바뀌는 변통이나 공통의 경향을 지닌 경제 시계열 분석                |
| 2003년 |      | 클라이브 그레인저  | 영국          | 시간대별로 바뀌는 변통이나 공통의 경향을 지닌 경제 시계열 분석                |
| 2004년 |      | 핀 쉬들란          | 노르웨이      | 역동적 거시경제학에 대한 공헌: 경기순환에서의 경제 정책과 추진력의 시의일관성 |
| 2004년 |      | 에드워드 프레스콧  | 미국          | 역동적 거시경제학에 대한 공헌: 경기순환에서의 경제 정책과 추진력의 시의일관성 |
| 2005년 |      | 로버트 아우만      | 미국 이스라엘 | 게임이론의 분석을 통해 갈등과 협력에 관한 우리의 이해를 향상시켜줌            |
| 2005년 |      | 토머스 셸링        | 미국          | 게임이론의 분석을 통해 갈등과 협력에 관한 우리의 이해를 향상시켜줌            |
| 2006년 |      | 에드먼드 펠프스    | 미국          | 거시 경제 정책에서의 이시적 거래에관한 분석                                   |
| 2007년 |      | 레오니트 후르비치  | 폴란드 미국   | 구조설계이론의 확립                                                           |
| 2007년 |      | 에릭 매스킨        | 미국          | 구조설계이론의 확립                                                           |
| 2007년 |      | 로저 마이어슨      | 미국          | 구조설계이론의 확립                                                           |
| 2008년 |      | 폴 크루그먼        | 미국          | 무역방식와 경제활동의 위치에관한 분석                                         |
| 2009년 |      | 엘리너 오스트롬    | 미국          | 공유자원 관리에 관한 연구                                                     |
| 2009년 |      | 올리버 E. 윌리엄슨 | 미국          | 일반적 지배구조에 관한 분석, 회사간 경계에 관한 지배구조 분석                 |

### 2010년대
| 연도   | 사진 | 수상자                | 국적          | 업적                                                                                                   |
| ------ | ---- | --------------------- | ------------- | --- |
| 2010년 |      | 피터 다이아몬드       | 미국          | '탐색 마찰(Search frictions) 이론' 정부 경제정책과 실업의 관계 규명                                    |
| 2010년 |      | 데일 모텐슨           | 미국          | '탐색 마찰(Search frictions) 이론' 정부 경제정책과 실업의 관계 규명                                    |
| 2010년 |      | 크리스토퍼 피서라이즈 | 키프로스 영국 | '탐색 마찰(Search frictions) 이론' 정부 경제정책과 실업의 관계 규명                                    |
| 2011년 |      | 토머스 사전트         | 미국          | 거시경제에서 원인과 결과에 관한 경험적 연구                                                            |
| 2011년 |      | 크리스토퍼 심스       | 미국          | 거시경제에서 원인과 결과에 관한 경험적 연구                                                            |
| 2012년 |      | 앨빈 로스             | 미국          | 게임 이론을 통한 안정적 배분이론 연구                                                                  |
| 2012년 |      | 로이드 섀플리         | 미국          | 게임 이론을 통한 안정적 배분이론 연구                                                                  |
| 2013년 |      | 유진 파마             | 미국          | 금융시장 결정 요인을 실증적으로 연구                                                                   |
| 2013년 |      | 라스 피터 핸슨        | 미국          | 금융시장 결정 요인을 실증적으로 연구                                                                   |
| 2013년 |      | 로버트 실러           | 미국          | 금융시장 결정 요인을 실증적으로 연구                                                                   |
| 2014년 |      | 장 티롤               | 프랑스        | 기업의 시장 지배와 그에 대한 규제 연구                                                                 |
| 2015년 |      | 앵거스 디턴           | 영국 미국     | 빈곤과 후생을 통한 소비의 분석 연구                                                                    |
| 2016년 |      | 올리버 하트           | 영국 미국     | 계약이론(contract theory)에 대한 공헌                                                                  |
| 2016년 |      | 벵트 홀름스트룀       | 핀란드        | 계약이론(contract theory)에 대한 공헌                                                                  |
| 2017년 |      | 리처드 세일러         | 미국          | 행동경제학을 체계화해서 학문적으로 확립한 공로를 인정                                                  |
| 2018년 |      | 윌리엄 노드하우스     | 미국          | 각각 기후변화의 경제적 효과에 관한 연구, 기술진보가 경제성장에 미치는 영향을 규명한 '내생적 성장' 이론 |
| 2018년 |      | 폴 로머               | 미국          | 각각 기후변화의 경제적 효과에 관한 연구, 기술진보가 경제성장에 미치는 영향을 규명한 '내생적 성장' 이론 |
| 2019년 |      | 아브히지트 바네르지   | 미국          | 지구촌의 빈곤 문제를 경감하기 위한 실험적 접근과 연구                                                  |
| 2019년 |      | 에스테르 뒤플로       | 프랑스 미국   | 지구촌의 빈곤 문제를 경감하기 위한 실험적 접근과 연구                                                  |
| 2019년 |      | 마이클 크레이머       | 미국          | 지구촌의 빈곤 문제를 경감하기 위한 실험적 접근과 연구                                                  |

### 2020년대
| 연도   | 사진 | 수상자              | 국적          | 업적                                                      |
| ------ | ---- | ------------------- | ------------- | --------------------------------------------------------- |
| 2020년 |      | 폴 밀그럼           | 미국          | 주파수 경매 방식을 고안하여 경매 이론을 개선              |
| 2020년 |      | 로버트 B. 윌슨      | 미국          | 주파수 경매 방식을 고안하여 경매 이론을 개선              |
| 2021년 |      | 데이비드 카드       | 캐나다        | 노동경제학에 대한 경험적 기여                             |
| 2021년 |      | 조슈아 앵그리스트   | 미국 이스라엘 | 인과관계 분석에 대한 방법론적 기여                        |
| 2021년 |      | 휘도 임번스         | 미국 네덜란드 | 인과관계 분석에 대한 방법론적 기여                        |
| 2022년 |      | 벤 버냉키           | 미국          | 은행과 금융위기 연구에 기여                               |
| 2022년 |      | 더글러스 다이아몬드 | 미국          | 은행과 금융위기 연구에 기여                               |
| 2022년 |      | 필립 H. 딥비그      | 미국          | 은행과 금융위기 연구에 기여                               |
| 2023년 |      | 클로디아 골딘       | 미국          | 여성의 노동시장 참여와 성별 격차에 관한 연구              |
| 2024년 |      | 다론 아제몰루       | 튀르키예 미국 | 제도가 어떻게 형성되고 번영에 영향을 미치는지에 대한 연구 |
| 2024년 |      | 사이먼 존슨         | 영국 미국     | 제도가 어떻게 형성되고 번영에 영향을 미치는지에 대한 연구 |
| 2024년 |      | 제임스 A. 로빈슨    | 영국 미국     | 제도가 어떻게 형성되고 번영에 영향을 미치는지에 대한 연구 |

## 같이 보기
- 노벨상 수상자 목록